# رعب أمتيفيل (سلسلة أفلام)
الرعب في أمتيفيل (بالإنجليزية: Amtyville Horror)‏ هي سلسلة أفلام رعب تدور حول أمتيفيل ومنزل مسكون بالأشباح. معظم أفلام السلسلة ذات وقائع خيالية أو مبنية على قصص حقيقية. أول أفلام السلسلة أنتج في عام 1979.